# Mr. Stamper
(Stamper mentre spiega a 007 i metodi di tortura del chakra)
Richard Stamper è un personaggio immaginario della saga cinematografica di James Bond. È un henchman del villain Elliot Carver, antagonista del protagonista James Bond nel film Il domani non muore mai (1997), diciottesimo della serie ispirata all'opera di Ian Fleming.

## Caratteristiche
Estremamente alto, biondo e forte, Stamper è un killer professionista e guardia del corpo di Elliot Carver. È anche un allievo e protetto del dottor Kaufman che lo ha addestrato in vari metodi di tortura, in particolare il chakra usato per infliggere alla vittima atroci sofferenze, cercando però di tenerla in vita il più a lungo possibile.
Efficiente e sempre pronto a proteggere il suo datore di lavoro, Stamper capeggia gli uomini di Carver ed è quasi sempre spalleggiato da quattro o cinque sgherri che utilizza per portare a termine le mansioni meno importanti.

## Film
Stamper prende parte all'operazione di Carver per abbattere la fregata inglese HMS Devonshire, facendo credere che si trattava di un attacco di un MIG cinese. Stamper uccide personalmente l'equipaggio dell'ammiraglia sopravvissuto all'affondamento della nave.
Insieme al suo mentore, il dottor Kaufman, organizza l'omicidio di Paris Carver per far cadere in trappola James Bond, ma questi riesce a liberarsi e a uccidere Kaufman prima di fuggire. Scioccato dalla morte dell'uomo che considerava come un padre, Stamper giura vendetta.
Stamper e i suoi uomini catturano 007 e Wai Lin, agente cinese incaricata dal suo governo di indagare su Carver. Stamper conduce i due agenti alla sede di Carver a Saigon, ma 007 e Wai Lin riescono a fuggire, non prima che Bond lanci nella gamba del killer uno degli strumenti di tortura che Stamper intendeva usare per torturarlo.
Il confronto finale con Bond si svolge a bordo della nave Stealth, dalla quale Carver intende lanciare un missile su Pechino, scatenando in questo modo una guerra anglo-cinese a beneficio della propria rete satellitare. Stamper affronta 007 dopo aver legato ad un peso e buttato in acqua Wai Lin. La lotta tra i due vede inizialmente in svantaggio Bond a causa della forza fisica dell'avversario, ma successivamente riesce ad accoltellare il killer e a bloccargli il piede nella rampa di lancio del missile, ormai prossimo all'esplosione dopo che 007 lo ha manomesso. Anche se impossibilitato a muoversi, Stamper trattiene Bond in modo che i due muoiano insieme, ma Bond riesce a liberarsi tagliando la cerniera tenuta dal killer e si tuffa in acqua mentre l'esplosione del missile uccide Stamper e distrugge la nave di Carver.

## Videogioco
Stamper compare anche nel videogioco tratto dal film Tomorrow Never Dies, sparatutto in terza persona pubblicato esclusivamente su PlayStation.

## Curiosità
L'idea di un avversario di Bond che non sentisse il dolore originariamente era stata concepita per Stamper, ma verrà sviluppata in maniera molto più drammatica per il cattivo Renard, avversario di James Bond nel successivo film della serie Il mondo non basta.